# Michel Bérauld

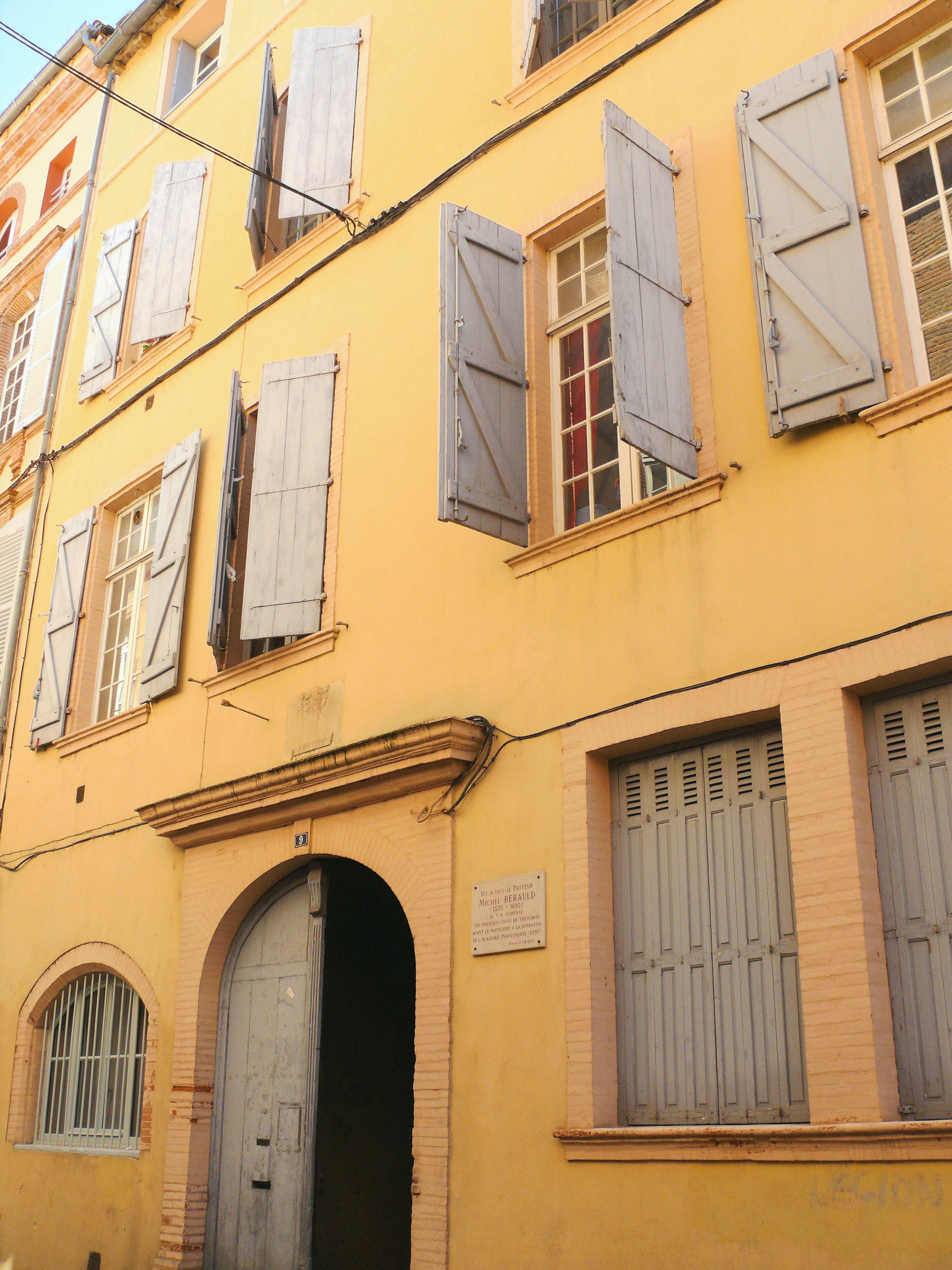
Hôtel Bérauld in Montauban, rue Armand-Cambon 9. Boven de ingangspoort is Bérauld's motto, Non sibi (niet voor zichzelf), gegraveerd.

Michel Bérauld (ook gespeld Béraud, Réalmont, 1537 - Montauban, 1611) was een calvinistisch predikant en theoloog. Hij was de stichter van de protestantse academie van Montauban.
Bérauld trad in zijn jeugd in bij de dominicanen maar verliet het klooster nadat hij kennis had gemaakt met de ideeën van Calvijn. Als predikant was hij actief in verschillende steden in het zuiden van Frankrijk. In 1579 werd hij benoemd tot pastor in Montauban, één van de vier toenmalige places de sûreté waar protestanten vrij hun geloof konden belijden. In datzelfde jaar begon hij theologie te doceren in zijn woonhuis, het Hôtel Bérauld. Deze opleiding voor predikanten groeide uit tot een echte universiteit waar naast theologie de artes liberales werden gedoceerd. In 1593 was hij in Parijs waar hij als gereputeerd theoloog de protestantse dogma's verdedigde bij de bekering van koning Hendrik IV tot het katholicisme. In 1600 verliet hij Montauban om theologie te gaan doceren aan de universiteit van Saumur, waar er grote nood was aan professoren. In Montauban werd hij opgevolgd door zijn zoon Pierre Bérauld.